# Martin Paatz
Martin Lebrecht Paatz (* 29. Juni 1882 in Driesen, Kreis Friedeberg Nm.; † 1962 in Hilden, Nordrhein-Westfalen) war ein deutscher Landschafts- und Porträtmaler sowie Hochschullehrer an der Kunstakademie Düsseldorf.

## Leben
Paatz studierte Malerei an der Kunstschule und an der Kunstakademie Berlin. 1913 war er Zeichenlehrer in Landsberg an der Warthe, ab 1923 Vertragslehrer an der Staatlichen Kunstschule zu Berlin. Dort lehrte er „Raumstudien“. 1928 nahm er an der Ausstellung Deutsche Kunst im Kunstpalast Düsseldorf teil, 1933 an der Ausstellung Deutsche Landschaft in der Galerie Arnold in Breslau sowie an der Ausstellung 30 Deutsche Künstler des Nationalsozialistischen Deutschen Studentenbundes in Berlin, die von dem Kunsthändler Ferdinand Möller organisiert worden waren.
Am 1. Januar 1934 wurde er mit dem Titel Professor als außerordentlicher, vollbeschäftiger Lehrer für das Fach Malerei an der Kunstakademie Düsseldorf bestellt. 1935 war Paatz in der Großen Ausstellung Junger Deutscher Landschaftskunst in der Städtischen Kunstsammlung Duisburg und im Kölnischen Kunstverein vertreten. 1936 gehörte er zu den Künstlern, die Werke auf der Ausstellung Der Querschnitt. Malerei des deutschen Westens im Leopold-Hoesch-Museum in Düren zeigten. 1940 präsentierte der Westfälische Kunstverein in Münster in der Ausstellung Der Deutsche Westen seine Malerei. Im gleichen Jahr wurde diese Ausstellung auch im Stedelijk Museum in Amsterdam gezeigt. Nach seiner Pensionierung zog Paatz mit seiner Familie nach Hilden. 1953 beteiligte er sich in der DDR mit dem Ölgemälde Häusergruppe (59 × 74 cm) an der Dritten Deutschen Kunstausstellung in Dresden. 1959 trat er dem Verein Berliner Künstler bei.
Zu seinen Schülern zählten Hede Bühl, Albert Fürst, Paul Gerhardt und Winand Victor.